# David Thurfjell
Per David Thurfjell, född 22 februari 1973 i Solna, är en svensk religionshistoriker och professor i religionsvetenskap vid Södertörns högskola.
Han undervisar i islamologi och religionsvetenskap. Hans forskning var initialt inriktad mot två områden: shiitisk islam och pentekostal kristendom bland romer. Inom dessa två områden har Thurfjell fokuserat på väckelsereligiositet med inslag av social mobilisering och starkt emotionellt laddade riter. Han är även författare till böckerna Det gudlösa folket: de postkristna svenskarna och religionen (2015) som handlar om religionsattityder inom den sekulära svenska mainstreamkulturen, Granskogsfolk: Hur naturen blev svenskarnas religion (2020) som behandlar sekulära svenskars  religionsattityder, och En lockton i ödemarken: om människans förmåga att besjäla världen (2023).

## Iransk shiaislam
Det hittills viktigaste resultatet av Thurfjells intresse för shiitisk islam är monografin Living Shi’ism: Instances of ritualisation among Islamist men in contemporary Iran (Brill, 2006). I denna presenteras och diskuteras iransk levd islam med fokus på rituellt vardagsliv så som det upplevdes av en grupp aktivistiska män på gräsrotsnivå. 
Med utgångspunkt i intervjuer och fältobservationer diskuterar studien informanternas religiösa liv utifrån bland annat ett ritteoretiskt perspektiv. Kopplingen till auktoritets-strukturer, kroppslig erfarenhet och meningsskapande berörs speciellt. Eftersom informanterna följdes under fyra år tar boken också upp longitudinella förändringar i deras religiösa och politiska engagemang. Thurfjells intresse för iransk shiism har också resulterat i ett antal artiklar med fokus på detta område.

## Romsk pingstväckelse
Studiet av romsk karismatisk kristen väckelse är Thurfjells andra empiriska huvudområde. Denna forskning har resulterat i ett antal artiklar och en monografi. Monografin, Faith and revivalism in a Nordic Romani community: Pentecostalism among the Kaale Roma (I.B. Tauris, 2013) baseras på ett längre fältarbete bland finska Kaale-Romer i Sverige och Finland.
Studien diskuterar pingstväckelsens, och då särskilt de starkt emotionella riternas, roll i en samling informanters liv. Väckelsen sätts i samband med Kaale-romernas tydliga marginalisering i samhället. Informanterna lever mitt emellan majoritetskulturens krav på integration och den romska gruppens krav på kulturell integritet. Då dessa krav tidvis är inkommensurabla behövs en plattform där den konflikt de skapar kan artikuleras, förklaras och uttryckas. Pingstkyrkan blir, enligt den argumentation som förs i boken, en sådan plats.

## Övriga områden
Thurfjell har även publicerat artiklar om muslimer i Sverige, postkolonial teori, interreligiös dialog, samt attityder till religion bland sekulära svenskar. Han arbetar för närvarande i ett projekt om samtida förändringar inom shiitisk islam.
David Thurfjell var sommarvärd i Sveriges Radio P1 den 30 juli 2023, där han talade om faran i tvärsäkerhet och hur naturen blev svenskarnas religion, men också om sina personliga gränsupplevelser i hinduiska tempel, på en moped i Iran och i den svenska naturen.

## Privatliv
David Thurfjell är i en relation med serietecknaren Nina Hemmingsson. Han har två barn från ett tidigare förhållande.

### 1997–2007
- ”Do‘a-ye Komeil: Translation and Analysis of a Contemporary Shi‘ite Prayer Meeting”, Temenos 33 (1997), pp. 245 – 266.
- ”Den fruktbara ofruktbarheten: David Thurfjell och Peter Jackson samtalar med Fritz Olofsson” i Magisteriet, no 2, 1997, pp. 14-20.
- ”Shia”, in Ingvar Svanberg and David Westerlund (eds.), Blågul Islam? Muslimer i Sverige, Religionshistoriska forskningsrapporter från Uppsala, nr 13 (1999), Nora: Nya Doxa
- ”Rit och identitet: Några exempel från samtida Shia” [Ritual and identity: examples from contemporary Shia] in Michael Stausberg, Anna Lydia Svalastog & Olof Sundqvist (eds.) Riter och Ritteorier, 2002.
- ”Narcissismens segertåg: Om den iranska globaliseringspolemikens teologiska överbyggnad” in Svensk Religionshistorisk Årsskrift, 2003i.
- ”Moderna möten” in Göran Elisson, Ulla Andersson and David Thurfjell (eds) Vi har ju mötts förr, 2003i.
- ”Vi har ju mötts förr” in Minaret, nummer 3-4 2003ii.
- Vi har ju mötts förr, David Thurfjell & Göran Elisson (eds), Skrifter från Västergötlands museum nr 32, Skara. 2003.
- Living Shi’ism: Instances of ritualisation among Islamist men in contemporary Iran. Iran Studies I. Leiden and New York: Brill, 2006i.
- ”Islamism’s alternative arena” in CSSR Bulletin 36:2, 2007.

### 2008
- ”Shia” in Ingvar Svanberg and David Westerlund (eds) Religioner i Sverige  2008.
- ”Ismailitisk islam” in Ingvar Svanberg and David Westerlund (eds) Religioner i Sverige  2008.
- ”Daudi Bohri islam” in Ingvar Svanberg and David Westerlund (eds) Religioner i Sverige 2008.
- ”Is the islamist voice subaltern?” in Kerstin W. Shands (ed.). Neither East Nor West: Postcolonial essays on literature, culture and religion. Södertörn English Studies 3, Södertörn Academic Studies36. 2008. ISBN 9789189315891. Pp 157-163.
- ”Introduction” With Willy Pfändtner in Willy Pfändtner and David Thurfjell (eds) Postcolonial challenges to the study of religion, Interreligious relations. Uppsala: Swedish Science Press, 2008.
- Postcolonial challenges to the study of religion, Willy Pfändtner & David Thurfjell (eds), Interreligiösa relationer. Uppsala: Swedish Science Press, 2008.
- Hermeneutik, didaktik och teologi: En vänbok till Björn Skogar, Susanne Olsson & David Thurfjell (eds) 2008.
- ”Possibility or proselytisation? Reflections on the prospect of bridging worldviews through dialogue in a multicultural Europe” in Susanne Olsson and David Thurfjell (eds) Hermeneutik, didaktik och teologi: En vänbok till Björn Skogar, 2008.
- Temenos Vol 44, No 1, 2008. David Thurfjell & Peter Jackson (eds.) 2008.
- ”Reflections on the Concept and Present Status of Border in the Study of Religion” With Peter Jackson. in Temenos 1 (2008), pp. 6-11.

### 2009–2012
- ”Pentecostalism and the Roma: cultural compatibility and ethno-genesis” in David Westerlund (ed.) Global Pentecostalism: encounters with other religious traditions. London: Tauris, 2009.
- Religion on the borders: New challenges in the academic study of religion David Thurfjell & Peter Jackson (eds), Södertörn Studies on Religion 1. 2009.
- ”The Performance of Identity: Universalist Christianity vs Romani Particularism in a Swedish Romani Community” in Madeleine Hurd (ed.) Bordering the Baltic: Scandinavian Boundary-drawing processes 1900-2000. 2010. London and Berlin: LIT verlag. Pp 221-235.
- ”Ritual, emotion and the navigation of the self” in Jan Weinhold and Geoffrey Samuel (eds) Varieties of ritual experience. section of “Ritual Dynamics and the Science of Ritual. Volume II - Body, performance, agency and experience.” (ed. by Axel Michaels et al.). Wiesbaden, Germany: Harrassowitz. 2010.
- ”The struggle to stay on the middleground: on the radicalization of Muslims in Europe” in Haideh Moghissi & Halleh Ghorashi (eds) Muslim diaspora in the West: Negotiating gender, home and belonging. Burlington: Ashgate. 2010. Pp 139-145.
- ”Emotionsforskning” i Jonas Svensson & Stefan Arvidsson (red.) Människor och makter 2.0: Introduktion till religionsvetenskap. Halmstad: Högskolan i Halmstad. 2010.
- ”The ambiguities of Islamism and a century of Iranian opposition” i Galina Lindquist & Don Handelman (eds.), Religion, politics & Globalization: anthropological approaches. New York: Berghahn Books, 2011.
- ”Religionswissenschaft and the challenge of multi-religious student groups” in Religion. Volume 41, Issue 2, 2011. Pp. 209-216.
- ”Revolutionsgardet och det gröna havet: det iranska maktspelet 30 år efter revolutionen” i Susanne Olsson och Simon Sorgenfrei (red.) Perspektiv på islam: en vänbok till Christer Hedin. Stockholm: Dialogos. Pp 90-98.
- “Varför är det lite pinsamt att vara kristen?” i Dîn. 2011.
- On a common path: New approaches to writing history textbooks in Europe and the Arab-Islamic world, Unesco, Rabat: ISESCO, 2011.
- “Emotion and self-Control: A framework for analysis of Shiite mourning rituals” in Lloyd Ridgeon (ed.), Shi‘i Islam and Identity: Religion,Politics and Change in the Global Muslim Community. London: I.B Tauris, 2012.

### 2013–2023
- Faith and revivalism in a Nordic Romani community: Pentecostalism amongst the Kaale Roma of Sweden and Finland. Studies on Inter-Religious Relations 57. London: I.B Tauris, 2013.
- ”Världens mest sekulariserade land?” i Norstedts Sveriges historia. Stockholm: Norstedts 2013. ss. 156-160.
- ”Varför är buddhismen så omtyckt bland sekulära svenskar” i Simon Sorgenfrei (red.) Mystik och andlighet : kritiska perspektiv. Stockholm: Dialogos 2013. ss 122-140
- ”Mediating Gypsiness through the Holy Spirit: Pentecostalism and social mobilization among European Roma” i Knut Lundby (red.) Religion Across Media: From Early Antiquity to Late Modernity. New York: Peter Lang. 2013
- ”Debating family law in contemporary Iran: Continuity and change in women’s rights activists’ conceptions of shari’a and women’s rights” Avhandlingsomtale om Marianne Bøes avhandling i Dîn, 2013.
- Shiamuslimer i Sverige – en kortfattad översikt. Författad tillsammans med Göran Larsson. I SST:s skriftserie. 2013: no 3.
- Romani Pentecostalism: Gypsies and Charismatic Christianity. David Thurfjell & Adrian Marsh (red.), New York: Peter Lang. 2013.
- ”Testimonies of change: on individual Pentecostalism among the Kaale” i Adrian Marsh & David Thurfjell (red.) Romani Pentecostalism: Gypsies and Charismatic Christianity. New York: Peter Lang. 2013. (Under utgivning)
- ”Introduction” i (red.) Romani Pentecostalism: Gypsies and Charismatic Christianity. New York: Peter Lang. 2013.
- ”Khâmene’i utmanad: Shi’itiska alternativ till velâyat-e faqih” i Carina Jahani och Ashk Dahlén (red.) Iran: 4000 år av historia, konst, religion, litteratur och språk. Uppsala: Uppsala universitet. 2014.
- ”Sprids religion och sport på samma sätt? Pentekostal kristendom, brasiliansk jiu-jitsu och de strukturella orsakerna bakom folkrörelsers framgång” i Susanne Olsson, Olof Sundqvist & David Thurfjell (red.) Religion och idrott. Stockholm: Molin & Sorgenfrei. 2014.
- Zlatan frälsaren och andra texter om religion och idrott. Susanne Olsson, Olof Sundqvist & David Thurfjell (red.) Stockholm: Molin & Sorgenfrei. 2014.
- Det gudlösa folket: de postkristna svenskarna och religionen. Stockholm: Molin & Sorgenfrei, 2015.
- Granskogsfolk: Hur naturen blev svenskarnas religion. Norstedts. 2020. Libris 0bf7hddtx4zvx2nz. ISBN 9789113102771.
- En lockton i ödemarken: om människans förmåga att besjäla världen. Norstedts. 2023.